# Rallye Monte Carlo 1990
Die Rallye Monte Carlo war der 1. Lauf zur FIA-Rallye-Weltmeisterschaft 1990. Sie dauerte vom 19. bis zum 25. Januar 1990 und es waren insgesamt 28 Wertungsprüfungen (WP) geplant von denen zwei abgesagt wurden.

## Klassifikationen

### Endergebnis
| Rang | Fahrer              | Co-Pilot          | Auto                       | Zeit (Std./Min./Sek.) | Rückstand Sieger Rückstand V |
| ---- | ------------------- | ----------------- | -------------------------- | --------------------- | ---------------------------- |
| WRC  |                     |                   |                            |                       |                              |
| 01   | Didier Auriol       | Bernard Occelli   | Lancia Delta Integrale 16V | 5:56:52               | 00:00                        |
| 02   | Carlos Sainz senior | Luis Moya         | Toyota Celica GT4          | 5:57:44               | 00:52                        |
| 03   | Miki Biasion        | Tiziano Siviero   | Lancia Delta Integrale 16V | 6:00:31               | 03:39 02:47                  |
| 04   | Dario Cerrato       | Giuseppe Cerri    | Lancia Delta Integrale 16V | 6:04:43               | 07:51 04:12                  |
| 05   | Armin Schwarz       | Klaus Wicha       | Toyota Celica GT4          | 6:06:04               | 09:12 01:21                  |
| 06   | Bruno Saby          | Daniel Grataloup  | Lancia Delta Integrale 16V | 6:10:09               | 13:17 04:05                  |
| 07   | Mikael Ericsson     | Claes Billstam    | Toyota Celica GT4          | 6:16:33               | 19:41 06:24                  |
| 08   | Timo Salonen        | Voitto Silander   | Mazda 323 4WD              | 6:18:33               | 21:41 02:00                  |
| 09   | François Delecour   | Christian Gilbert | Peugeot 309 GTi            | 6:18:45               | 21:53 00:12                  |
| 10   | Bertrand Balas      | Eric Lainé        | Lancia Delta Integrale 16V | 6:38:52               | 42:00 20:07                  |

Insgesamt wurden 112 von 175 gemeldeten Fahrzeuge klassiert.

### Wertungsprüfungen
| Tag            | WP                                 | Name                                       | Länge    | Start MESZ                 | Gewinner                        | Co-Pilot                                              | Auto                       | Zeit                | Leader              |
| Tag 1 21. Jan. |                                    |                                            |          |                            |                                 |                                                       |                            |                     |                     |
| -------------- | ---------------------------------- | ------------------------------------------ | -------- | -------------------------- | ------------------------------- | ----------------------------------------------------- | -------------------------- | ------------------- | ------------------- |
| Tag 1 21. Jan. | WP1                                | Peïra Cava – Col de Turini                 | 2,27 km  | 09:33                      | Carlos Sainz                    | Luis Moya                                             | Toyota Celica GT4          | 01:30               | Carlos Sainz senior |
| Tag 1 21. Jan. | WP2                                | Point des Miolans – St. Auban              | 22,97 km | 11:21                      | Carlos Sainz                    | Luis Moya                                             | Toyota Celica GT4          | 14:17               | Carlos Sainz senior |
| Tag 1 21. Jan. | WP3                                | Chaudon Norante – Col de Corobin           | 19,29 km | 13:04                      | Didier Auriol                   | Bernard Occelli                                       | Lancia Delta Integrale 16V | 12:53               | Didier Auriol       |
| Tag 1 21. Jan. | WP4                                | Laborel – Col de Petry                     | 19,68 km | 15:07                      | Carlos Sainz                    | Luis Moya                                             | Toyota Celica GT4          | 11:09               | Didier Auriol       |
| Tag 1 21. Jan. | WP5                                | La Motte Chalancon – St. Nazaire le Desert | 23,08 km | 16:30                      | Carlos Sainz                    | Luis Moya                                             | Toyota Celica GT4          | 14:34               | Carlos Sainz senior |
| Tag 1 21. Jan. | WP6                                | Le Moulinon – Antraigues                   | 36,67 km | 18:43                      | Didier Auriol                   | Bernard Occelli                                       | Lancia Delta Integrale 16V | 24:49               | Didier Auriol       |
| Tag 2 22. Jan. |                                    |                                            |          |                            |                                 |                                                       |                            |                     | Didier Auriol       |
| WP7            | Burzet                             | 48,89 km                                   | 10:03    | Carlos Sainz               | Luis Moya                       | Toyota Celica GT4                                     | 25:48                      | Carlos Sainz senior |                     |
| WP8            | Chateau de Boulogne – Lyas         | 30,00 km                                   | 11:46    | abgesagt                   | abgesagt                        | abgesagt                                              | abgesagt                   | Carlos Sainz senior |                     |
| WP9            | St. Jean en Royans – Col de Lachau | 27,92 km                                   | 14:19    | Bruno Saby                 | Daniel Grataloup                | Lancia Delta Integrale 16V                            | 14:41                      | Carlos Sainz senior |                     |
| WP10           | Prelenfrey – St. Michel les Portas | 32,70 km                                   | 16:52    | Didier Auriol              | Bernard Occelli                 | Lancia Delta Integrale 16V                            | 19:27                      | Didier Auriol       |                     |
| WP11           | Pellafol – Le Motty                | 18,26 km                                   | 18:25    | Didier Auriol              | Bernard Occelli                 | Lancia Delta Integrale 16V                            | 11:03                      | Didier Auriol       |                     |
| WP12           | La Batie Neuve                     | 16,08 km                                   | 19:28    | Didier Auriol              | Bernard Occelli                 | Lancia Delta Integrale 16V                            | 09:49                      | Didier Auriol       |                     |
| Tag 3 23. Jan. |                                    |                                            |          |                            |                                 |                                                       |                            | Didier Auriol       |                     |
| WP13           | n/a                                | 14,67 km                                   | 09:48    | Didier Auriol              | Bernard Occelli                 | Lancia Delta Integrale 16V                            | 08:58                      | Didier Auriol       |                     |
| WP14           | Bayons                             | 22,66 km                                   | 10:56    | Carlos Sainz               | Luis Moya                       | Toyota Celica GT4                                     | 14:11                      | Didier Auriol       |                     |
| WP15           | Sisteron – Thoard                  | 36,66 km                                   | 12:04    | Miki Biasion Didier Auriol | Tiziano Siviero Bernard Occelli | Lancia Delta Integrale 16V Lancia Delta Integrale 16V | 24:15                      | Didier Auriol       |                     |
| WP16           | Malijai – Puimichel                | 12,26 km                                   | 13:17    | Carlos Sainz               | Luis Moya                       | Toyota Celica GT4                                     | 08:04                      | Didier Auriol       |                     |
| WP17           | Trigance – Chateuvieux             | 28,18 km                                   | 15:15    | Carlos Sainz               | Luis Moya                       | Toyota Celica GT4                                     | 16:21                      | Carlos Sainz senior |                     |
| WP18           | n/a                                | 33,25 km                                   | 16:28    | Didier Auriol              | Bernard Occelli                 | Lancia Delta Integrale 16V                            | 23:20                      | Didier Auriol       |                     |
| WP19           | Peille 1                           | 18,32 km                                   | 20:15    | abgesagt                   | abgesagt                        | abgesagt                                              | abgesagt                   | Didier Auriol       |                     |
| WP20           | Moulinet – La Bollène Vésubie 1    | 22,28 km                                   | 21:53    | Carlos Sainz               | Luis Moya                       | Toyota Celica GT4                                     | 16:07                      | Carlos Sainz senior |                     |
| WP21           | St. Dalmas Valdeblore 1            | 7,84 km                                    | 22:29    | Didier Auriol              | Bernard Occelli                 | Lancia Delta Integrale 16V                            | 04:15                      | Carlos Sainz senior |                     |
| WP22           | Sauveur Sur Tinee – Beuil 1        | 21,86 km                                   | 22:57    | Didier Auriol              | Bernard Occelli                 | Lancia Delta Integrale 16V                            | 14:00                      | Carlos Sainz senior |                     |
| Tag 4 25. Jan. |                                    |                                            |          |                            |                                 |                                                       |                            |                     |                     |
| WP23           | Levenes Entree 1                   | 11,77 km                                   | 00:04    | Didier Auriol              | Bernard Occelli                 | Lancia Delta Integrale 16V                            | 08:42                      | Didier Auriol       |                     |
| WP24           | Peille 2                           | 18,32 km                                   | 03:15    | Miki Biasion               | Tiziano Siviero                 | Lancia Delta Integrale 16V                            | 14:57                      | Didier Auriol       |                     |
| WP25           | Moulinet – La Bollène Vésubie 2    | 22,28 km                                   | 05:04    | Didier Auriol              | Bernard Occelli                 | Lancia Delta Integrale 16V                            | 15:50                      | Didier Auriol       |                     |
| WP26           | St. Dalmas Valdeblore 2            | 7,84 km                                    | 05:31    | Didier Auriol              | Bernard Occelli                 | Lancia Delta Integrale 16V                            | 04:11                      | Didier Auriol       |                     |
| WP27           | Sauveur Sur Tinee – Beuil 2        | 21,86 km                                   | 06:09    | Didier Auriol              | Bernard Occelli                 | Lancia Delta Integrale 16V                            | 13:44                      | Didier Auriol       |                     |
| WP28           | Levenes Entree 2                   | 11,77 km                                   | 07:52    | Didier Auriol              | Bernard Occelli                 | Lancia Delta Integrale 16V                            | 08:53                      | Didier Auriol       |                     |

### Gewinner Wertungsprüfungen
| WP                                | Anzahl | Fahrer        | Auto                       |
| --------------------------------- | ------ | ------------- | -------------------------- |
| 3, 6, 10–13, 15, 18, 21–23, 25–28 | 15     | Didier Auriol | Lancia Delta Integrale 16V |
| 1, 2, 4, 5, 7, 14, 16, 17, 20     | 9      | Carlos Sainz  | Toyota Celica GT4          |
| 15, 24                            | 2      | Miki Biasion  | Lancia Delta Integrale 16V |
| 9                                 | 1      | Bruno Saby    | Lancia Delta Integrale 16V |

### Fahrer-Weltmeisterschaft
| Pos. | Fahrer        | Punkte |
| ---- | ------------- | ------ |
| 1    | Didier Auriol | 20     |
| 2    | Carlos Sainz  | 15     |
| 3    | Miki Biasion  | 12     |
| 4    | Dario Cerrato | 10     |
| 5    | Armin Schwarz | 8      |

### Herstellerwertung
| Pos. | Team    | Punkte |
| ---- | ------- | ------ |
| 1    | Lancia  | 20     |
| 2    | Toyota  | 17     |
| 3    | Mazda   | 4      |
| 4    | Peugeot | 2      |